# Terusan Dalam
Terusan Dalam is een bestuurslaag in het regentschap Banyuasin van de provincie Zuid-Sumatra, Indonesië. Terusan Dalam telt 1717 inwoners (volkstelling 2010).